# Alaa El-Idrisi
Alaa El-Idrisi –en árabe, علاء الإدريسي– (nacido el 30 de octubre de 1987) es un deportista marroquí que compitió en judo. Ganó una medalla de oro en el Campeonato Africano de Judo de 2009 en la categoría de –60 kg.

## Palmarés internacional
| Campeonato Africano | Campeonato Africano     | Campeonato Africano | Campeonato Africano |
| Año                 | Lugar                   | Medalla             | Categoría           |
| ------------------- | ----------------------- | ------------------- | ------------------- |
| 2009                | Puerto Louis (Mauricio) | Medalla de oro      | –60 kg              |